# Oficial i cavaller
Oficial i cavaller (títol original en anglès, An Officer and a Gentleman) és una pel·lícula estatunidenca de 1981 dirigida per Taylor Hackford, guanyadora de dos Premis Oscar, al millor actor de repartiment (Louis Gossett, Jr.) i a la millor cançó, i fou nominada a altres quatre, a la millor actriu principal (Debra Winger), al millor muntatge, a la millor música i al millor guió original. Ha estat doblada al català.

## Argument
En Zack Mayo ingressa a l'Acadèmia Naval d'Aviació i haurà de passar per unes duríssimes proves, durant unes setmanes, per aconseguir ser oficial. Els seus propis companys li faran unes quantes bromes i el sergent instructor li farà la vida impossible. Oficial i cavaller és la història d'un jove conflictiu que somia a convertir-se en un pilot naval. La pel·lícula també tracta l'amor que sorgeix entre Zack Mayo i Paula, una jove plena de somnis.

## Repartiment
| Personatge         | Actor original (Estats Units) | Actor de veu (català) |
| ------------------ | ----------------------------- | --------------------- |
| Zack Mayo          | Richard Gere                  | Ricard Solans         |
| Paula Pokrifki     | Debra Winger                  | Maria Lluïsa Solà     |
| Sid Worley         | David Keith (I)               | Carles Velat          |
| Byron Mayo         | Robert Loggia                 | Arseni Corsellas      |
| Sergent Emil Foley | Louis Gossett Jr.             | Jesús Ferrer          |
| Esther Pokrifiki   | Grace Zabriskie               | Roser Cavallé         |

## Comentari
Aquest film catapultà a Richard Gere com a símbol sexual i estrella de cinema, també afavorí la carrera de Debra Ginger la qual resultà guardonada. David Keith també fou reconegut com un bon actor.
Hi ha rumors que Debra Ginger i Gere no es portaven gaire bé.